# 広崎うらん
広崎 うらん（ひろさき うらん、4月19日 - ）は、愛媛県松山市出身のコレオグラファー、演出家、女優。ダンスパフォーマンス「Revolution Dance Performance ＝通称“REVO”」主宰。

## 略歴
ダンスエキストラとして出演したダンス番組『DA DA LMD』で司会に抜擢。渡辺プロダクションにスカウトされ、バラエティタレントまた女優として、食と旅のリポーター、TVドラマ・舞台への出演、FMラジオのパーソナリティなどをつとめる。
1991年よりダンスパフォーマンス“REVO”を主宰。新国立小劇場を中心に、20年に渡りオリジナル作品を発表し、その構成・演出・振付・制作の全てを担う。「ドラマ性の高いヒューマニズム溢れるダンスパフォーマンス」がコンセプト。2008年からはより密接した空間でのタンツテアター“neorevo”公演を始める。
蜷川幸雄演出『ロミオとジュリエット』（1998年）への出演をきっかけに、振付師として蜷川幸雄の舞台に携わるようになる。「真情あふるる軽薄さ2001」（2001年）が演劇における振付師としての本格的な初仕事。振付・役者としての仕事のかたわら、55歳以上の団員による演劇集団「さいたまゴールド・シアター」（2005〜2011年）、トップコート主宰の俳優育成「アーティスト★アーティスト」（2003〜2013年）にて役者としてのムーブメントを指導。「レ・ミゼラブル」の演出家ジョン・ケアードのスタッフオーディションにより『ベガーズ・オペラ』の振付けに抜擢。以後、ジョン・ケアードの日本での作品の振付けを担当。その他、様々な演出家の作品に携わる。
演出家としてもコンサート、演劇、オペラなどの舞台を手がけ、2012年秋より文化庁新進芸術家海外派遣員として渡欧。2013年に帰国。トップコートを経て、現在はレプロエンタテインメント所属。また2003年より、年齢・経験不問のダンスワークショップ「うらんのき」を開催している。

## 代表作

### 出演
- 『熱帯夜“DADA L・M・D』（MC／1989年）
- 『クイズ!地球まるかじり』（リポーター／1990年）
- 『地球キャッチミー』（リポーター／1990年）
- 『君のためにできること』（ドラマ出演／1992年）
- 『広崎うらんの踊るマチュ・ピチュ』（FMラジオ DJ／1991〜1992年）

### 振付
蜷川幸雄演出
- 『お気に召すまま』（彩の国さいたま芸術劇場／2004年）
- 『オレステス』（シアターコクーン・他／2006年）
- 『ムサシ』（彩の国さいたま芸術劇場／2009年）
- 『から騒ぎ』（彩の国さいたま芸術劇場／2008年）
- 『雨の夏、三十人のジュリエットが還ってきた』（シアターコクーン・梅田芸術劇場メインホール・新国立劇場中劇場／2009年）
- 『ガラスの仮面』（彩の国さいたま芸術劇場／2008年）

ジョン・ケアード演出
- 『ベガーズオペラ』（梅田芸術劇場・日生劇場／2006年・2008年）
- 『夏の夜の夢』（新国立中劇場／2007年）、（新国立劇場中劇場・オーバード ホール／2009年）
- 『キャンディード』（帝国劇場／2010年）

CM
- 『FLY JAL in Hawaii』（CM／2003年）
- 『ユニクロ 春のストレッチパンツ バレリーナ編』（CM／2004年）

その他
- 『フロッグとトード』鈴木裕美演出（俳優座＆博品館／2006年）、（博品館劇場・他／2007年）、（サンシャイン劇場／2009年）
- 『ジキルとハイド』山田和也演出（日生劇場／2012年）
- 『ロミオとジュリエット』ジョナサン・マンビー演出（赤坂ACTシアター／2012年）
- 『ピーターパン』桑原裕子演出（国際フォーラムC・他／2011年〜2013年）
- オペラ『オルフェオとエウリディーチェ』高橋勲演出（日生劇場／2010年）
- 『真田十勇士』堤幸彦演出（青山劇場／2014年）
- 『海峡の光』辻仁成演出（よみうり大手町ホール／2014年）
- 『宮川彬良のショータイム！』（NHK BS／2011年〜2012年）
- 『堺でございます』（BSフジ／2013年〜放映中）

### 構成・演出・振付
- 『マテ・カマラス×姿月あさと×武田真治　SUPER LIVE』（銀河劇場・他／2007年）
- 『Super Live vol 2  LOVE LEGEND』（国立中劇場・梅田芸術劇場／2009年）
- 森山良子コンサート『ロマンティックな衝動』（オーチャードホール・他／2010年〜2011年）
- 江原啓之コンサート『ギフト』（大阪城ホール・代々木国立競技場／2009年）
- 『天使のアクマ 悪魔のテンシ BLACK&WHITE』（サンシャイン劇場／2010年）
- 『ピノキオ』（さくらホール・シアターブラバ／2011年）
- オペラ『ヘンゼルとグレーテル』（日生劇場／2013年）

## 活動（メディア出演）

### テレビドラマ
- 月曜ドラマスペシャル『リトルステップ』（TBS／1990年）
- 『東芝日曜劇場　日曜のいちごジュース』（TBS／1990年）
- 『眠れない夜を数えて』（TBS／1992年）
- 『愛はどうだ』（TBS／1992年）
- 『もっとときめきを』パナソニックスペシャル（NTV／1992年）
- 『あなたに会いたくて』（CX／1993年）
- ネオドラマ『寝た子に乾杯！！』（ANB／1993年）
- 『東芝日曜劇場　カミさんの悪口』（TBS／1993年）
- 『憎しみに微笑んで』（TBS／1993年）

#### バラエティ番組
- CX　金曜おもしろバラエティ『陸海空人力キャノンボール』（1990年）
- TX『ほのぼのワイド』（1991年）
- ANB『お昼の独占!女の60分』（1992年）
- CBC『萬國三面大王』（キャスター）（1992年）
- ANB『人間探検！もっと知りたい！！』（1992年）
- ANB『M-10』（1993年）
- TX『TVチャンピオン第2回魚通選手権』（1993年）
- CX『ピロピロ』（1993年）
- テレビ東京　土曜スペシャル『滝と紅葉』『秋の松茸狩り』（リポーター／2000年）、（再放送／2003年）

他 多数

### ラジオ番組
- TOKYO-FM 『広崎うらんの踊るマチュ・ピチュ』パーソナリティー 金曜22~23時 生放送（1991〜1992年）
- QR『マツダミュージックタウンみのもんたのウィークエンドをつかまえろ』（1993〜1994年）

### CM
- 日本生命「ナイスデー」（1987年）
- ヤマト運輸「クロネコヤマトの宅急便」（1989年）
- ハウス食品「ビーフのためのシチューです」（2000年）
- 「白木家」メイン（2000年）
- 「アビバ　〜主婦編〜」メイン（2003年）

### PV
- L'Arc〜en〜Ciel『STAY AWAY』（2000年）
- 犬神サーカス団『最初の扉』（2004年）

### 舞台
- 『ACB』（日生劇場／1987年）
- 『ピーターパン'89』（新宿コマ劇場／1989年）
- 『マロンドロ』（日生劇場／1990年）
- 『小堺クンのおすましでSHOW6』（シアターアプル／1990年）
- 『風の行方ーピエロ明子』（博品館劇場／1991年）
- 『バルセロナ物語』（日生劇場／1991年）
- 市村正親30周年リサイタル『おもちゃ箱』（ラップ担当） 井上尊晶演出 （シアターコクーン・他／2003年）
- 『NINAGAWA　火の鳥』蜷川幸雄演出 （埼玉アリーナ／2000年）
- 『ビギン・ザ・ビギン』栗山民也演出（中日劇場／2000年）、（帝国劇場／2000年・2002年）
- 『三文オペラ』蜷川幸雄演出（2001年）
- 『チャリティショウ』（新宿厚生年金会館／2002年）
- 『ピーターズレヴュー』（新歌舞伎座／2002年）
- 『チャーシューメンエンジェル　〜秘伝の味〜』（銀座小劇場／2003年）
- 『レディ・ゾロ』（大阪松竹座／2003年）
- 『レディ・ゾロ』西川信廣演出（赤坂ACTシアター／2003年）
- チャーシューメンエンジェル2005『〜あさはかな恋〜』（2005年）
- 『SHISEIDO CREATERS MESSAGE 2008』（赤坂BLITZ／2008年）
- 『TOPCOAT LIVE 2008 WA OH！』（ZEPP TOKYO／2008年）
- 『テニプリフェスタ2009』（有明テニスの森／2009年）

## 活動（振付＆ステージング）
- 『レボリューション・タイム』OSK歌劇団（近鉄小劇場／2000年）
- 資生堂（PV／2000年）
- 『三文オペラ』蜷川幸雄演出（2001年）
- 『近代能楽集』蜷川幸雄演出　ロンドン凱旋（2001年）
- 『ニ短調〜白鳥の歌〜』舘形比呂一ソロプレイ（2001年）
- 『ウインザーの陽気な女房たち』鴻上尚史演出（2001年）
- 『真情あふるる軽薄さ2001』蜷川幸雄演出（2001年）
- 『私は男役』OSK歌劇団（2002年）
- 『〜Diary〜現在/過去/未来』（ブティストホール／2003年）
- 『セサミのクリスマスショウ』菅野こうめい演出（USJ／2003年）
- 篠山紀信diji+KISHIN　彩輝直（2003年）
- 犬神サーカス団『最後のアイドル』（PV／2003年）
- 『そして誰もいなくなった』小島靖演出（シアターアプル・他／2003年）
- 久世星佳『テアトロ・ボウ』J.Aシーザー演出（青山円形劇場／2003年）
- OSK存続の会『熱烈歌劇 re-BIRHT』（近鉄劇場／2003年）
- 『ピルグリム』鴻上尚史演出（新国立中劇場／2003年）
- 『セサミのクリスマス』菅野こうめい演出（USJ／2004年）
- 幕張シーテック 東芝ブース（2004年）
- NTT西日本『チラッし』編（CM／2004年）
- 『喝采 〜愛のボレロ〜』（帝劇／2004年）
- 愛・地球博『モリゾー＆キッコロ体操』（2004年）
- 『プアゾンの匂う女』（芸術座／2004年）
- 犬神サーカス団『最初の扉』（PV／2004年）
- 『羅生門』星野良子演出（日生劇場／2004年）
- 『椅子の上の猫』（シアターアプル／2005年）
- 『好色一代女』山田和也演出（ル・テアトル銀座／2005年）
- チャーシューメンエンジェル2005『〜あさはかな恋〜』（2005年）
- 『近代能楽集』蜷川幸雄演出（N.Y公演・埼玉芸術劇場・他/2005年）
- 『キッチン』蜷川幸雄演出（シアターコクーン／2005年）
- 『そして誰もいなくなった』（ル・テアトル銀座／2005年）
- 森山直太朗『森の人』（アートスフィア・他／2005年）
- 『Diary』（大阪テイジンホール／2005年）
- 『テンセイクンプー』きだつよし演出（青山劇場／2006年）
- Sound Horizon Concert 2006-2007 『Roman　〜僕たちが繋がる物語〜』（2006年）
- 『タンゴ・冬の終わりに』蜷川幸雄演出（シアターコクーン／2006年）
- NHK『からだであそぼ』ほねほねワルツ（2006年）
- Sound Horizon　東京ゲームショウLive（2006年）
- 『白夜のワルキューレ』蜷川幸雄演出（シアターコクーン／2006年）
- 『Wicked』特別版（ダンス演出）（USJ／2006年）
- さいたまゴールド・シアター発表会『プロセス』（ダンス演出）（2006年）
- ミュージカル『ハレルヤ』鈴木裕美演出（銀河劇場／2007年）
- 『エレンディラ』蜷川幸雄演出（さいたま芸術劇場／2007年）
- 『お気に召すまま』蜷川幸雄演出（シアターコクーン・他／2007年）
- 『船上のピクニック』蜷川幸雄演出 （埼玉芸術劇場小劇場／2007年）
- 『何日君再来』岡村俊一演出 （日生劇場・他／2007年）
- 『江原啓之　スピリチュアル・ヴォイス　 2007〜未来の創り方〜』（ル・テアトル銀座・他／2007年）
- ドクターシーラボ妹ブランド『Labo Labo』（CM／2007年）
- 『恋の骨折り損』蜷川幸雄演出 （埼玉芸術劇場・他/2007年）
- 『恋のカーニバル』星田良子演出 （ル・テアトル銀座／2007年）
- ブロードウエイミュージカル『Wicked』特別版（ダンス演出）（USJ／2007年）
- 『禿禿祭』ケラリーノ・サンドロヴィッチ演出（世田谷パブリックシアター／2007年）
- 『表裏源内蛙合戦』蜷川幸雄演出（シアターコクーン／2008年）
- 『Sound Horizon 6th Story Concert「Moria」』（JCB HALL 東京ドームシティ内／2008年）
- 『SHISEIDO CREATERS MESSAGE 2008』（赤坂BLITZ／2008年）
- 『ドラキュラ伝説』藤井大介演出（新国立劇場・中日劇場・他／2008年）
- 『95kgと97kgのあいだ』（彩の国さいたま芸術劇場 大稽古場／2008年）、（にしすがも創造舎／2009年）
- 『Revo&梶浦由記 Presents「Dream Port 2008」』（パシフィコ横浜・他／2008年）
- 『ドラキュラ伝説』藤井大介演出（新国立劇場・中日劇場・他／2008年）
- 『さらば、わが愛　覇王別姫』蜷川幸雄演出（シアターコクーン・シアタードラマシティ／2008年）
- 『真田風雲録』（彩の国さいたま芸術劇場／2009年）
- 『コースト・オブ・ユートピア―ユートピアの岸へ』（シアターコクーン／2009年）
- 『TREND VISION SUPER LIVE 2009』（ヘアーショウ）（さいたまスーパーアリーナ／2009年）
- 『テニプリフェスタ2009』（有明テニスの森／2009年）
- 『アンドゥ家の一夜』蜷川幸雄 演出（彩の国さいたま芸術劇場 小ホール／2009年）
- 『森山良子Living 〜sweet&bitter〜』（ステージングディレクター）（オーチャードホール／2009年）
- 『冬物語』 蜷川幸雄 演出（彩の国さいたま芸術劇場）（2009年）
- 『その後のふたり』 辻仁成 演出（ステージングディレクター）（天王洲　銀河劇場他／2013年・東京グローブ座／2014年）

## 活動（演出＆振付）
- 『サイド・バイ・サイド・バイ・ソンドハイム』（2002年）
- 『チャーシューメンエンジェル　〜秘伝の味〜』（銀座小劇場／2003年）
- BDC『Dance Revolution2004』（演出協力）（2004年）
- 女性楽劇集団〈さくや〉公演『千夜一夜物語』（2004年）
- 『眠らない音』（振付・演出補）（青山劇場／2005年）
- 『シャリトーベルサイユ』高橋正徳演出（ル・テアトル銀座／2008年）
- 『TOPCOAT LIVE 2008 WA OH！』（総合演出・出演）（ZEPP TOKYO／2008年）

## REVO
Revolution Dance Performance（通称 REVO）
- 「ヒューマニズム溢れる演劇的ダンスパフォーマンス」をコンセプトに、1991年に広崎うらんのもと結成。2003年より新国立小劇場を中心に毎年新作を発表。2008年からは密接した空間でのタンツテアター“neorevo”をスタート。第一線で活躍する演劇的ダンサーを起用し、シュールでポップ、可笑しく美しい世界の中に、社会派のテーマを忍ばせているのがREVOの特徴。ダンステクニックよりも人間の物語を追求している。
- REVOの世界を舞台空間以外にも飛び出させ、岩切等、新井健太、フルカワチヒロらのカメラマン、画家の寺門孝之、デザイナーのスズキタカユキとのコラボレーションなどで作品を発表。